# Réserve naturelle de Villinge-Boskapsö
La réserve naturelle de Villinge-Boskapsö (en suédois : Villinge-Boskapsö naturreservat) est une réserve naturelle de l'archipel de Stockholm dans le comté de Stockholm en Suède,,.

## Présentation
Située dans la commune de Värmdö, la zone est protégée depuis 1987 et s'étend sur 340 hectares. 
La réserve comprend l'île de Boskapsön et une partie de Långholmen à l'ouest. 
La réserve se compose de pâturages et de forêts de conifères dominées par des pins.
Dans la réserve naturelle de Villinge-Boskapsö, les îles sont plates et boisées. Les baies et les récifs peu profonds abritent une riche avifaune et une végétation aquatique riche en espèces. 
La réserve naturelle comprend Boskapsön et des parties de Långholmen ainsi que quelques îlots plus petits avec les plans d'eau environnants.
Sur Boskapsön, il y a une ancienne forêt de conifères où paissait le bétail. Des traces de pâturage sont encore visibles dans la forêt. Dans les parties nord-est de l'île, Revet et Olofskobben, se trouvent des prairies et des prairies humides.
La zone est également une réserve marine. Les plages de l'île sont peu profondes et sont principalement constituées de sable et de gravier, ce qui est par ailleurs assez inhabituel dans l'archipel de Stockholm. 
Les fonds marins de la zone sont précieux en tant que zones de frai et d'élevage du grand brochet, de la perche commune, du flet commun et du turbot commun.